# Теория социального присутствия
Теория социального присутствия — это концепция, разработанная Джоном Шортом, Эдерином Уильямсом и Брюсом Кристи, хотя её главные положения и опорные утверждения впервые были описаны в 1956 году в романе Айзека Азимова «Обнаженное солнце».

## Классификация
Теория социального присутствия классифицирует различные средства коммуникации по одномерному континууму социального присутствия, в котором степень социального присутствия равна степени осведомленности другого человека в коммуникационном взаимодействии. Согласно теории социального присутствия коммуникацию можно считать эффективной, если средство коммуникации обладает соответствующим социальным присутствием, необходимым для межличностного вовлечения в рамках определенной задачи. В континууме социального присутствия средства, предполагающие коммуникацию лицом к лицу, обладают наибольшим социальным присутствием, а письменные, текстовые средства — наименьшим. Теория социального присутствия предполагает, что в любом взаимодействии, в которое вовлечены два актора, обе стороны, во-первых, выполняют определенные роли и, во-вторых, создают или поддерживают какой-либо вид личных отношений. Данные аспекты любого взаимодействия обозначаются терминами интеручастник и межличностный обмен.

## Актуальность
По мере развития компьютерных технологий как средства общения, внутри теории социального присутствия возник более реляционный подход. Социальное присутствие стало рассматриваться как способ представления индивидами самих себя в их интернет-среде. Это личностная маркировка, которая свидетельствует о готовности и желании индивида быть вовлеченным или установить контакт с другими пользователями в их онлайн-сообществе. Социальное присутствие демонстрируется способом публикации сообщений и тем, как эти сообщения интерпретируются другими. Социальное присутствие определяет, как участники относятся друг к другу, что, в свою очередь, влияет на их способность эффективно взаимодействовать.
При этом создатели традиционных учебных программ редко учитывают фактор социального присутствия при разработке курсов. Курсы, предусматривающие личное общение (face-to-face) c объединением людей в группы в одном месте в одно время, их опора на навыки общения, используемые в повседневной жизни, и осведомленность о нахождении рядом других, формируемая с помощью органов зрения,слуха и запаха (иногда, тактильного восприятия, но, будем надеяться, не вкусового), по сути, обеспечивают знание о присутствии других среди членов группы. Хотя это и порождает знание о других, такое знание с натяжкой можно назвать социальным присутствием. Однако, в большинстве случаев, этого достаточно. Для онлайн-курсов, ситуация прямо обратная.
Недостаток сигналов физического присутствия других в учебной аудитории в интернете и недостаток пассивных связей между пользователями, обусловленные внедрением технологий, которые облегчают дискуссию, но не связь на расстоянии, требуют от создателей и преподавателей принимать во внимание и создавать их имитацию в интернет-аудиториях. И пока существуют программы, основанные на face-to-face коммуникации, где развитие социального присутствия отдано на волю случая, нельзя пренебрегать его необходимостью, когда дело доходит до онлайн-курсов. Исследования показали, что неудача академического выступления может объясняться недостатком социального присутствия в онлайн-аудиториях. Без социального присутствия страдает эффективность обучающего взаимодействия, что отрицательно сказывается на обучающем выступлении.
Однако последние разработки в онлайн-образовании сочетают использование как несинхронных (заранее разработанный контент, к которому студенты получают доступ в сети индивидуально), так и синхронных (в режиме реального времени, одновременные, живые взаимодействия студентов) составляющих. В зависимости от используемой технологии, синхронизированные сессии могут включать и аудио, и видеосвязь, позволяя осуществлять обмен с вовлечение и слухового, и зрительного восприятия, а также все богатство невербальной коммуникации, которая обязательно присуща тону голоса и выражению лица. Хотя передача запаха, вкуса и прикосновения все еще недоступна, внешний вид, действия и звук коллег — да. В результате становится возможным более полноценный социальный обмен с потенциально большей степенью социального присутствия.

## Определение
Трудность в определении социального присутствия заключается в том, что у исследователей по-прежнему нет единого мнения о том, что входит в данное явление. В литературе все еще нет единого определения социального присутствия. Социальное присутствие определялось как «степень ощущения сообщества, испытываемое обучающимся в онлайн-среде». Другие исследователи определили социальное присутствие как осведомленность о присутствии во взаимодействии других лиц в сочетании с пониманием межличностных аспектов взаимодействия. Шарлотта Гунавардена, в свою очередь, утверждает, что социальное присутствие отличается в зависимости от восприятия и является субъективным суждением, основанным на объективных качествах. Несмотря на эти вариации, роль социального присутствия в успехе студентов не оспаривается и признается необходимость планирования на основе этой теории.
При более глубинном рассмотрении определений и объяснений социального присутствия, исследователи приходят к выводу, что социальное присутствие — это в большей степени сочетание факторов которые проявляются по мере того, как формируются более тесные связи внутри группы, что обладает позитивным эффектом на индивидуальные аффективные (эмоциональные) фильтры. Некоторые исследователи предположили, что близость и открытость — благоприятно влияющие на социальное присутствие факторы. При этом близость следует понимать как степень коммуникации, включающую зрительный контакт, приближенность и язык тела, а открытость — как психологическую дистанцию между двумя акторами, которая выражается посредством вербальных и невербальных сигналов в речи.
Социальное присутствие изначально изучалось в контексте face-to-face, аудио и первых опытов интерактивного телевидения. Появление коммуникации посредством компьютера (computer-mediated communication (CMC)) в образовании и тренинге породило принципиально новый набор вариаций и характеристик в уже существующих моделях социального присутствия, которые до настоящего момента не встречались. Как это новое средство связи и коммуникации соотносилось с существовавшими моделями и какую роль понимание социального присутствия до того момента играло в обеспечении дистанционного обучения — это вопросы дали начало новым исследованиям на рубеже XX и XXI веков. Наше понимание этого явления и его роли продолжает расширяться. Но несмотря на оставшееся поле для дальнейшего исследования, уже сейчас можно утверждать, что социальное присутствие имеет огромное значение в дистанционном обучении, игнорирование его роли может привести к катастрофическим последствиям, а его успешное внедрение в онлайн-образование заслуживает внимания.

## Значимость
Социальное присутствие является важной составляющей в процессе повышения инструкционной эффективности в любой обстановке, а также обязательной характеристикой дистанционного образования. Ту утверждает, что в случае с обучением на расстоянии социальное присутствие существует в трех измерениях: социальном контексте, онлайн-коммуникации и интерактивности. Роль социального контекста находит отражение в предсказываемой степени воспринимаемого социального присутствия. Социальный контекст включает ориентацию на конкретную задачу, уединенность, предметы обсуждения, социальные отношения и социальный процесс. Например, когда обсуждение ориентировано на выполнении определенной задачи, а присутствующая аудитория не обладает чувством сообщества, восприятие социального присутствия низко, а аффективный фильтр (коммуникационная блокада, вызванная негативными эмоциональными ощущениями) силен.

## Заключение
Штейнфильд выяснил, что сложность задач, взаимозависимость акторов, неуверенность и осознаваемая потребность в общении на расстоянии позитивно ассоциировались с увеличивающейся долей онлайн-коммуникации. Согласно Волтеру, социальные отношения также могли бы дать толчок к изменениям в области публичных выступлений. В своем исследовании основанной на тексте коммуникации участников конференции посредством компьютера Волтер выяснил, что у участников сформировалось определенное впечатление о других на основе их общения. Эти впечатления переросли в визуальную интерпретацию друг друга, основанную на ощущении близости и идентификации между участниками, что привело к более сильному восприятию социального присутствия.
По мнению Гунавардены, полностью тексто-риентированные системы взаимодействия (электронная почта, форумы и чаты) основываются на допущении, что люди, пользующиеся подобными системами, уже достигли того уровня комфорта в использовании технологий, который позволяет человеку эффективно ими пользоваться. Было неоднократно доказано, что такое утверждение является неправильным для всех онлайн-инструкторов. Гунавардена полагает, что в текстовых средствах коммуникации должен приниматься во внимание тот факт, что далеко не все пользователи могут комфортно пользоваться этими средствами. Курсы или конференции, которые в большей степени полагаются на такие средства коммуникации, должны начинаться с легкой и неформальной беседы в тех областях, с которыми пользователей хорошо знаком и где может посвятить больше ресурсов достижению комфортного уровня в использовании технологии. Более поздние работы Паллоффа и Пратта подтвердили справедливость рекомендации Гунавардены о создании обучающихся сообществ среди онлайн-пользователей в самом начале курсов. Следование этой рекомендации, по утверждению Паллоффа и Пратта, приводит к ослаблению аффективных фильтров. Хотя и не точно повторяя название, авторы говорят о формировании социального присутствия.
В заключение, интерактивность включает виды деятельности и стили общения, в которые вовлечены онлайн-пользователи. Нортон выделил 11 стилей коммуникации, которые применяются в онлайн-взаимодействиях: оставляющий впечатление, дискуссионный, открытый, драматичный, доминирующий, четкий, расслабленный, дружелюбный, внимательный, энергичный и образный). То, какой стиль используют в коммуникации участники, а в особенности преподаватель, оказывает влияние на социальное присутствие. Слишком сильная приверженность одному стилю или недостаточное использование всех стилей в облегчении общении негативно сказываются на социальном присутствии.
В исследовании социального присутствия 2002 года, Ту и Макисаак говорят следующее: «Социальное присутствие позитивно влияет на онлайн-инструктирование; однако, частота участия не является свидетельством высокой степени социального присутствия». В качественном и количественном анализе взаимодействий 51 волонтера Ту и Макисаак установили, что социальный контекст был более выраженным в качественной форме (это в большей степени набор приобретенных навыков, чем просто набор предписанных действий), онлайн-коммуникация была сильнее связана с исчисляемыми и организационными навыками участников, и что интерактивность была комбинацией наборов навыков и используемых совместно коммуникационных стилей. В результате Ту и Макисаак выявили следующие вариации, которые оказывают положительный эффект на формирование или восприятие социального присутствия.
|                | Измерения социального присутствия          | Измерения социального присутствия                  | Измерения социального присутствия                          |
| Номер вариации | 1. Социальный контекст                     | 2. Online коммуникация                             | 3. Интерактивность                                         |
| -------------- | ------------------------------------------ | -------------------------------------------------- | ---------------------------------------------------------- |
| 1              | Знание о адресатах сообщения               | Навык набора текста на клавиатуре и безошибочность | Своевременный ответ                                        |
| 2              | Агрессивный / Уступчивый                   | Использование смайлов и параязык                   | Стили коммуникации                                         |
| 3              | Формальный / неформальный                  | Характеристики дискуссии в реальном времени        | Длина сообщений                                            |
| 4              | Отношения доверия                          | Характеристики форумов                             | Формальная / неформальная                                  |
| 5              | Социальные отношения (любовь и информация) | Языковые навыки (письмо и чтение)                  | Типы задач (планирование, креативность, социальные задачи) |
| 6              | Психологическое отношение к технологиям    |                                                    | Размер групп                                               |
| 7              | Доступ и местоположение                    |                                                    | Коммуникационные стратегии                                 |
| 8              | Пользовательские характеристики            |                                                    |                                                            |

Хотя исследования социального присутствия еще продолжаются, исследователи уверенно рекомендуют создание онлайн-курсов и курсов в электронном формате для их присутствия должно осуществляться в трех обозначенных измерениях. Путём создания онлайн-доверия, предоставления руки помощи и поддержки в любом курсе с использованием коммуникации посредством компьютера и продвижения неформальных отношений преподаватели и инструкторы могут обеспечить сильное ощущение социального присутствия, усилить ощущение общности и, в свою очередь, более интенсивные взаимодействия между участниками.